# 細川韶邦
細川 韶邦（ほそかわ よしくに）は、江戸時代後期の大名、明治時代初期の華族。肥後国熊本藩11代藩主、同藩初代藩知事。熊本藩細川家12代。

## 生涯
10代藩主・細川斉護の次男として誕生した。母は比企氏。幼名は訓三郎、六之助。はじめ父・斉護の偏諱を取って護順（もりゆき）、のち藩主就任時に兄・慶前と同じく12代将軍・徳川家慶から偏諱を授与されて慶順（よしゆき）と名乗る。
嘉永元年（1848年）に兄の慶前が早世したため、父・斉護の嫡子となる。万延元年（1860年）7月12日、斉護の死去により家督を相続する。同年8月21日、左少将に任官する。元治元年（1864年）4月11日、従四位上に昇進する。同年4月15日、左中将に任官する。
尊皇攘夷には消極的な人物で、文久2年（1862年）に肥後勤王党が分裂したのを契機として、藩論を尊王論に統一した。慶応2年（1866年）、長州藩の高杉晋作が小倉藩を攻撃したとき、小倉藩側にくみして戦ったが、隣国の薩摩藩などの動向が気にかかることもあって、わずかに戦って敗れた後、即座に撤退している。
慶応4年（1868年）4月23日、新政府側に与する意思を示すため、諱を慶順から韶邦に改めた。前述の通り、「慶順」の「慶」の字は12代将軍・徳川家慶から偏諱を受けたものであり、それを返上したのである。
明治2年6月17日、版籍奉還に伴い熊本藩知事となった。明治3年（1870年）5月8日、隠居し、弟で養子の護久に家督を譲った。同年5月13日、正四位に昇進する。明治9年（1876年）10月23日に死去した。享年42（満41歳没）

## 系譜
- 父：細川斉護（1804年 - 1860年）
- 母：比企氏
- 正室：峯 - 一条忠香の養女、三条実万の娘
- 側室：愛 - 石黒氏
- 側室：歌 - 千原氏
- 養子
  - 男子：細川護久（1839年 - 1893年） - 細川斉護の三男